# Старопестерёвское сельское поселение
Старопестерёвское се́льское поселе́ние — упразднённое муниципальное образование в составе Беловского района Кемеровской области. Административный центр — село Старопестерёво.
С 1 июня 2021 года упразднено в связи с преобразованием муниципального района в муниципальный округ.

## История
Старопестерёвское сельское поселение образовано 17 декабря 2004 года в соответствии с Законом Кемеровской области № 104-ОЗ.
4 апреля 2013 года в соответствии с Законом Кемеровской области № 42-ОЗ в состав Старопестерёвского сельского поселения вошло бывшее Инюшинское сельское поселение.

## Население
| 2010  | 2011  | 2012  | 2013  | 2014  | 2015  | 2016  |
| ----- | ----- | ----- | ----- | ----- | ----- | ----- |
| 4994  | ↘4992 | ↘4950 | ↗4966 | ↗5644 | ↘5588 | ↘5557 |
| 2017  | 2018  | 2019  | 2020  | 2021  |       |       |
| ↘5505 | ↘5402 | ↘5296 | ↘5190 | ↘5058 |       |       |

## Состав сельского поселения
В состав сельского поселения входят 8 населённых пунктов:
| № | Населённый пункт | Тип населённого пункта       | Население |
| - | ---------------- | ---------------------------- | --------- |
| 1 | Заринское        | село                         | 579       |
| 2 | Заря             | посёлок                      | 184       |
| 3 | Инюшка           | деревня                      | 334       |
| 4 | Осиновка         | деревня                      | 220       |
| 5 | Рямовая          | деревня                      | 90        |
| 6 | Снежинский       | посёлок                      | 725       |
| 7 | Старопестерёво   | село, административный центр | ↘3286     |
| 8 | Уроп             | деревня                      | 329       |